# Новополтавська сільська громада
Новополтавська сільська об'єднана територіальна громада — колишня об'єднана територіальна громада в Україні, в Новобузькому районі Миколаївської області. Адміністративний центр — село Новополтавка.
Площа громади — 142,39 км², населення — 3078 мешканців (2018).
Утворена 17 січня 2017 року шляхом об'єднання Новополтавської та Шевченківської сільських рад Новобузького району.
15 квітня 2020 року Кабінет Міністрів України затвердив перспективний план формування територій громад Миколаївської області, в якому Новополтавська ОТГ відсутня, а Новополтавська та Шевченківська сільські ради включені до Вільнозапорізької ОТГ.

## Населені пункти
До складу громади входять 1 селище (Полтавка) і 5 сіл: Богомази, Єфремівка, Новополтавка, Трояни та Шевченкове.